# Antje Bromma
Antje Bromma (* 1968 in Hameln) ist eine deutsche Künstlerin im Bereich Objektkunst und Installation.

## Leben
Antje Bromma besuchte nach der Schule zunächst 1989 die Sommerakademie Salzburg und studierte bei Magdalena Jetelová das Fach Skulptur. Anschließend nahm sei ein Studium im Bereich Kulturpädagogik und Kulturwissenschaften an der Universität Hildesheim auf. Von 1990 bis 1997 studierte sie Freie Kunst an der Fachhochschule Hannover und schloss das Studium mit einem Diplom ab. Während dieser Zeit zog sie für ein Semester nach Reykjavik und studierte bei Makoto Fujiwara. Von 1997 bis 1998 war sie Meisterschülerin von Horst Hellinger. Antje Bromma lebt und arbeitet in Hamburg.

## Rezeption
„Alltagsdinge, die scheinbar jeden Nutzen und jeden Zusammenhang verloren haben, lässt die Künstlerin wieder in den Focus der Wahrnehmung treten. Im wirklichen Sinn des Wortes spinnt sie den roten Faden und ordnet die Gegenstände in einem raumgreifenden Netz auf Augenhöhe. Die seltsamsten Materialien und fremdartigsten Fundstücke können auch in ihren Skulpturen neue Verbindungen eingehen oder werden bemalt und einfach umdefiniert. Jeder Gegenstand hat dabei seine spezifische Bedeutung und individuelle Geschichte.“

„Bei jeder Präsentation kommen neue Elemente hinzu, die einen verdichten, älteren Kern aus einer früheren Installation umschweben. Der mit der Zeit unentwirrbare Kern wird gehalten und im Raum aufgespannt durch neue Schnüre. Er dient als Anknüpfungspunkt und Zentrum der neuen Installation.“

## Projekte/Preise/Stipendien
- 1994	Erasmus-Stipendium für Reykjavík
- 1995	Kunstpreis der Stadt Garbsen für die Realisierung einer Plastik im Außenraum
- 1998	Die andere Seite. Assistenz bei einem Projekt von Horst Hellinger an der Kunsthochschule in Thessaloniki
- 1999	Barkenhoff-Stipendium der Künstlerhäuser Worpswede
- 2004	Stipendium der Stiftung Kulturfonds im Künstlerhaus Lukas, Ahrenshoop
- 2005	Arbeitsstipendium der Stadt Hamburg
- 2006/2007	Internationales Künstlersymposium im Atelier „Temos Tempo“ in Feital (Portugal)
- 2012	Sella Hasse Kunstpreis

## Ausstellungen (Auswahl)
Einzelausstellungen
- 2019	Galerie-W, Hamburg
- 2015	Kunstverein Heide
- 2014	Sammlung Roosen-Trinks, Berlin
- 2010	Trittau, Wassermühle
- 2008	Einstellungsraum e.V., Hamburg
- 2007	C15, Hamburg, Künstlerhaus Sootbörn, Hamburg
- 2004	Westwerk Hamburg, St. Marienkirche, Hessisch Oldendorf
- 2004	Galerie Robert Drees, Hannover
- 2003	Institut für moderne Kunst Nürnberg
- 2003	weltbekannt e. V., Hamburg
- 2003	Galerie der Niedersächsischen Lottostiftung, Hannover
- 2003	Kunsttreppe, Hamburg
- 2002	Kunstverein Hildesheim

Gruppenausstellungen
- 2016	Galerie-W, Hamburg
- 2012	Kunstverein Hamburg
- 2013	Galerie Corona Unger, Bremen (Kabinettausstellung)
- 2008	Interdisziplinäres Kunstfestival – Kunstverein in Hamburg
- 2007	„Temos Tempo“, Feital (Portugal)
- 2007	Kunsthaus Hamburg
- 2007	Kunsthalle Nürnberg
- 2006	Kunstverein Springhornhof, Neuenkirchen

## Katalog und Beteiligungen
- Erwartungen, mit Doris Cordes-Vollert und Tonia Kudras, Galerie-W, 2016, ISBN 978-3-00-052765-4
- elle gradelle, Antja Bromma, Wassermühle Trittau, Stiftung der Sparkasse Holstein